# Aspalathus aristata
Aspalathus aristata là một loài thực vật có hoa trong họ Đậu. Loài này được Compton miêu tả khoa học đầu tiên.